# We Fell in Love in October
We Fell in Love in October è un singolo della cantante norvegese Girl in Red, pubblicato il 21 novembre 2018.

## Video musicale
Il video musicale del brano, diretto da Peter Theisen Amlie, è stato pubblicato in concomitanza del lancio del singolo sul canale YouTube della cantante.

## Tracce
1. We Fell in Love in October – 3:04
2. Forget Her – 2:23

## Classifiche
| Classifica (2021) | Posizione massima |
| ----------------- | ----------------- |
| Grecia            | 76                |
| Lituania          | 56                |
| Repubblica Ceca   | 91                |
| Slovacchia        | 87                |